# کریس سندو
کریس سندو (زاده ۹ ژانویه ۱۹۸۹) یک بازیکن بومی استرالیایی و فوتبالیست سابق لیگ راگبی حرفه ای است.
سندو در کینگاروی، کوئینزلند به دنیا آمد.